# Nilwood, Illinois
Nilwood là một thị trấn thuộc quận Macoupin, tiểu bang Illinois, Hoa Kỳ. Năm 2010, dân số của thị trấn chưa hợp nhất này là 239 người.

## Dân số
Dân số qua các năm:
- Năm 2000: 284 người.
- Năm 2010: 239 người.